# Bang Soo-hyun
Bang Soo-hyun (Seul, 13 de setembro de 1972) é uma ex-jogadora de badminton sul-coreana. campeã olímpica, e ex-número 1 da modalidade na década de 90.

## Carreira
Bang Soo-hyun representou seu país nos Jogos Olímpicos de Verão de 1992 e 1996 conquistando a medalha de ouro, no individual feminino.